# Vidalina
Vidalina, en ocasiones erróneamente denominado Arvidaloum, es un género de foraminífero bentónico de la subfamilia Cornuspirinae, de la familia Cornuspiridae, de la superfamilia Cornuspiroidea, del suborden Miliolina y del orden Miliolida. Su especie tipo es Vidalina hispanica. Su rango cronoestratigráfico abarca desde el Cenomaniense hasta el Santoniense (Cretácico superior).

## Clasificación
Vidalina incluye a las siguientes especies:
- Vidalina asymmetrica †
- Vidalina carpathica †
- Vidalina discoidea †
- Vidalina hispanica †
- Vidalina leischneri †
- Vidalina martana †
- Vidalina radoicicae †
- Vidalina tingriensis †
- Vidalina zujovici †